# Draga (Štore, Slovenija)
Draga je naselje u slovenskoj Općini Štoru. Draga se nalazi u pokrajini Štajerskoj i statističkoj regiji Savinjskoj. 

## Stanovništvo
Prema popisu stanovništva iz 2002. godine naselje je imalo 68 stanovnika.